# うたかた (石川さゆりの曲)
「うたかた」は、1990年に発売された石川さゆりのシングルである。発売元は日本コロムビア。

## 概要
- 「うたかた」は、1990年末に放映された『第41回NHK紅白歌合戦・第2部』の紅組トリ前で歌唱した。
- なおカップリング曲の「吾亦紅」（われもこう）は、2007年2月にシングル発売された、シンガーソングライター・すぎもとまさとの『吾亦紅』とは、同名異曲である。

## 収録曲
両楽曲とも、作詞：吉岡治、作曲：岡千秋、編曲：山田年秋
1. うたかた
2. 吾亦紅